# Argyrolobium muirii
Argyrolobium muirii là một loài thực vật có hoa trong họ Đậu. Loài này được L.Bolus miêu tả khoa học đầu tiên.